# St. Laurentius (Wolfersweiler)

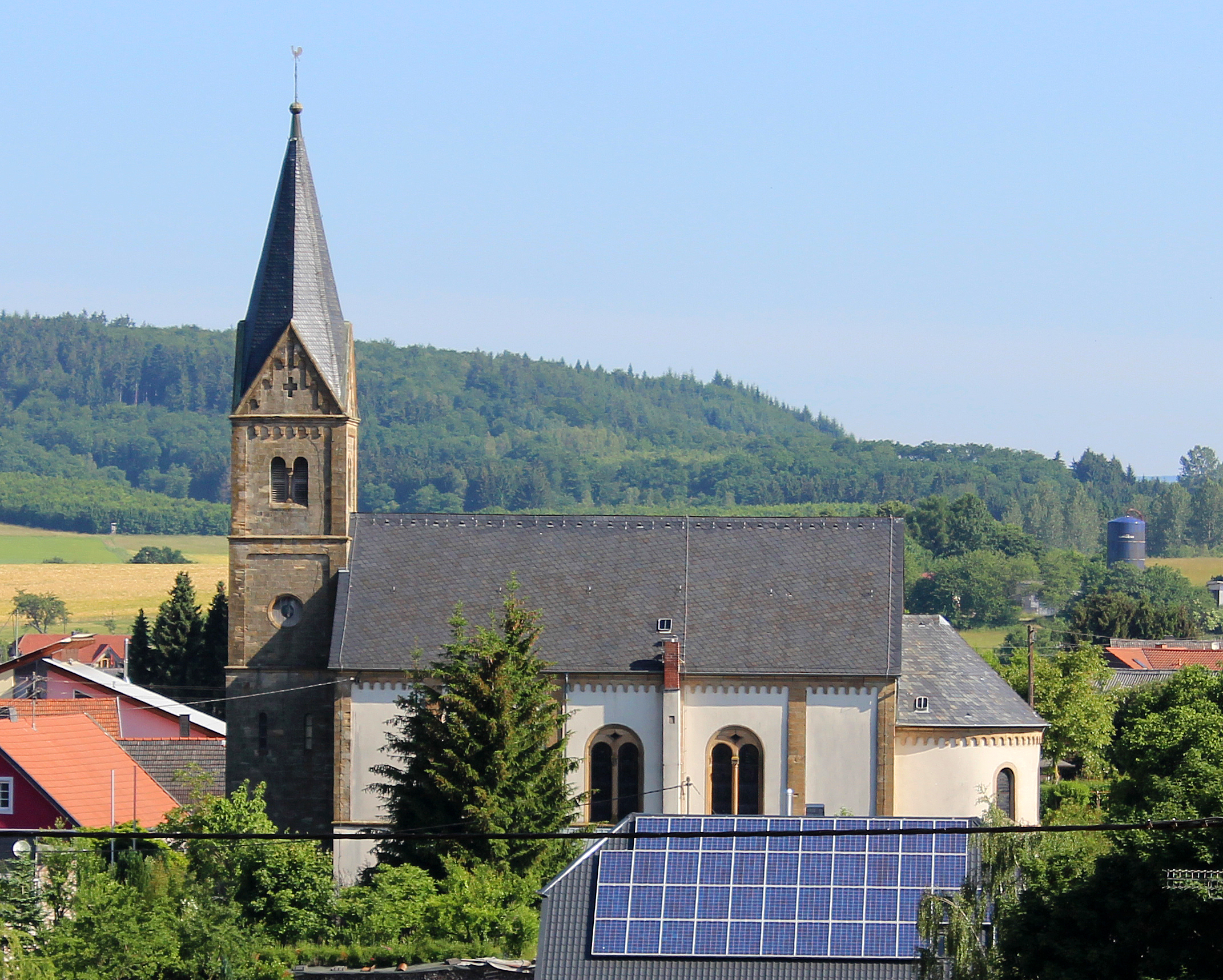
Die katholische Pfarrkirche St. Laurentius in Wolfersweiler

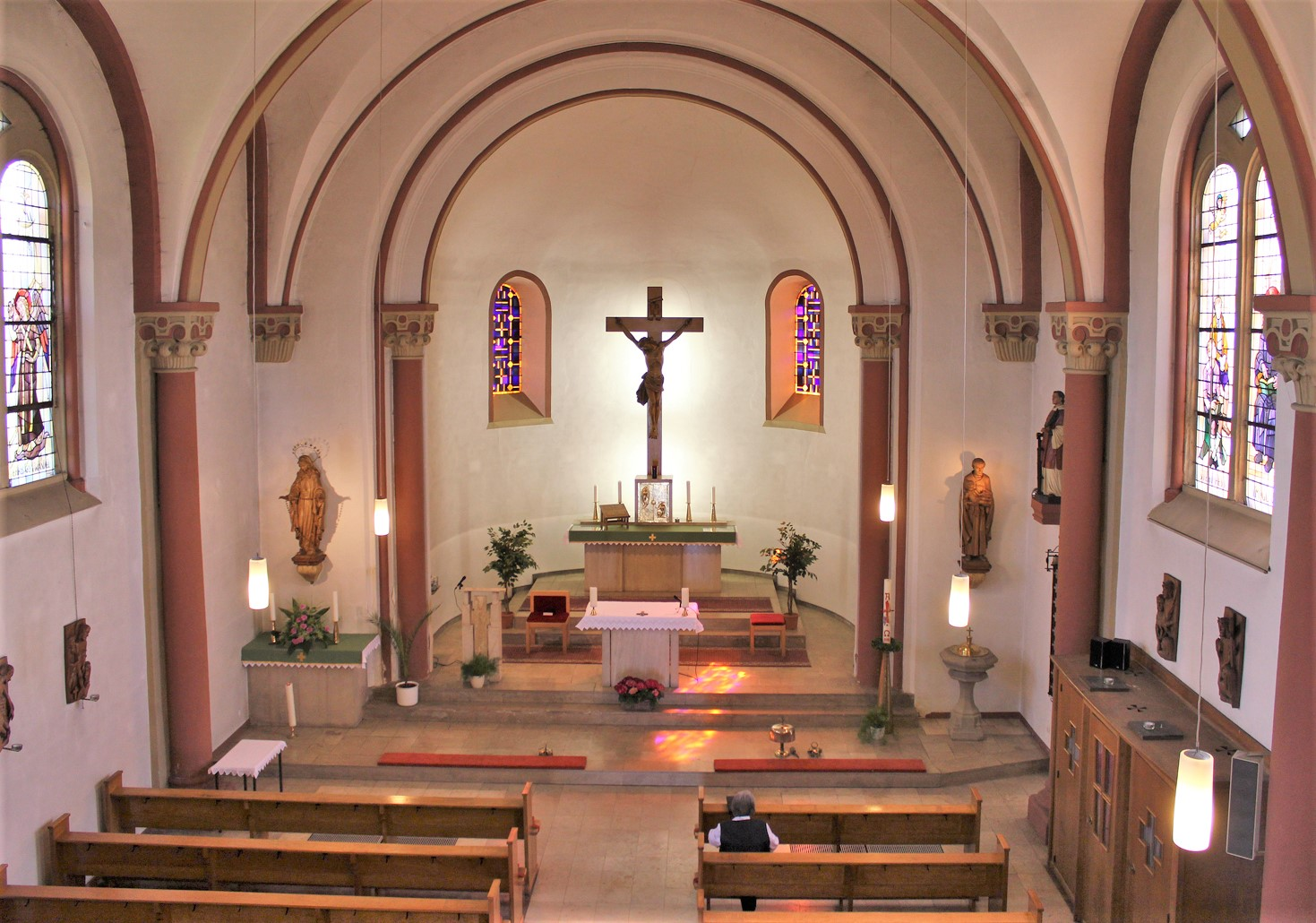
Blick von der Empore in den Innenraum Richtung Chor

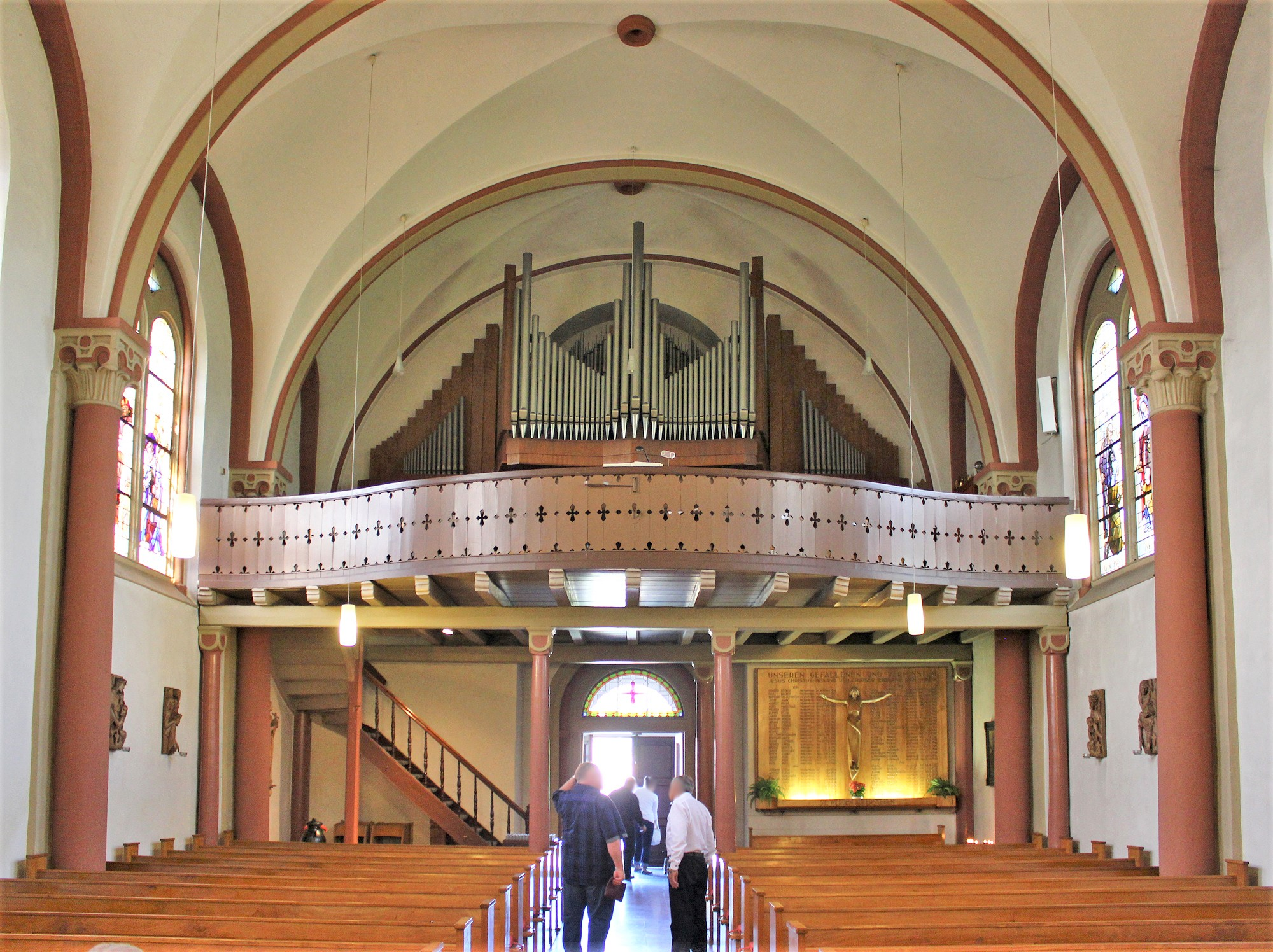
Blick vom Altarraum Richtung Orgelempore

Die Kirche St. Laurentius ist eine dem heiligen Laurentius von Rom gewidmete katholische Pfarrkirche im saarländischen Wolfersweiler, einem Ortsteil der Gemeinde Nohfelden, Landkreis St. Wendel. In der Denkmalliste des Saarlandes ist die Kirche als Einzeldenkmal aufgeführt.

## Geschichte
Die Kirche wurde in den Jahren 1867/68 erbaut. Pastor Karl Heinrich Benz zeichnete für die Innen- und Außengestaltung des Bauwerks verantwortlich.
Im Juni 1874 erfolgte die Konsekration der Kirche durch den Trierer Weihbischof Johann Jakob Kraft.
Sowohl im ersten als auch im Zweiten Weltkrieg trug das Gebäude Schäden davon.
Im Jahr 1957 wurde eine Restaurierung in größerem Umfang durchgeführt.

## Architektur und Ausstattung
Bei dem Kirchengebäude handelt es sich um eine Saalkirche im Stil des Historismus, wobei neoromanische Elemente vorherrschen. Das auf einer Anhöhe errichtete Gebäude, zu dem eine Treppe hinaufführt, gliedert sich von West nach Ost in den Kirchturm mit achteckigem Spitzhelm, das in fünf Joche unterteilte Langhaus mit drei Fensterachsen und einen Chor, der als Abschluss in eine halbrunde Apsis übergeht. An das Langhaus ist seitlich eine Sakristei angebaut. Ein weiterer kleiner Anbau ist dem Chorraum seitlich angefügt.
Die neoromanischen Elemente zeigen sich am Außenbau der Kirche unter anderem in Gestalt von Bogenfriesen und Lisenen. Betreten wird das Gebäude durch ein Turmportal mit Rundbogen und Lünettenfenster. Im Inneren tragen mächtige Rundsäulen mit Kompositkapitellen die Gurtbögen zwischen den Jochen.
Zur Ausstattung der Kirche gehören der 1958 neu angeschaffte Tabernakel und der Hochaltar aus dem Jahr 1960 im Chorraum, der am 10. Juli des gleichen Jahres von Domkapitular Josef Paulus im Auftrag des damaligen Trierer Bischofs Matthias Wehr konsekriert wurde. Über dem Tabernakel befindet sich ein großes Kreuz.
Weitere Ausstattungsgegenstände sind zwei aus Lindenholz geschaffene Heiligenfiguren, Maria und Josef darstellend, welche auf Podesten stehend, den Altarraum flankieren. Aus dem gleichen Material sind auch die Kreuzwegstationen an den Seitenwänden des Langhauses sowie eine Figur der heiligen Theresia von Lisieux. Die Gegenstände wurden in süddeutschen Kunstwerkstätten hergestellt.
Die Kirchenfenster wurden im Jahr 1941 eingebaut. Sie zeigen unter anderem den Kirchenpatron Laurentius, Petrus Canisius, Wendalinus, Elisabeth von Thüringen, die Heilige Familie und die Schutzengel. Unter der Orgelempore ist eine Gedenktafel der Gefallenen des Zweiten Weltkrieges angebracht.
Das aus drei Glocken bestehende Geläute ist harmonisch auf die Glocken der weiter südlich gelegenen evangelischen Kirche abgestimmt.

## Orgel

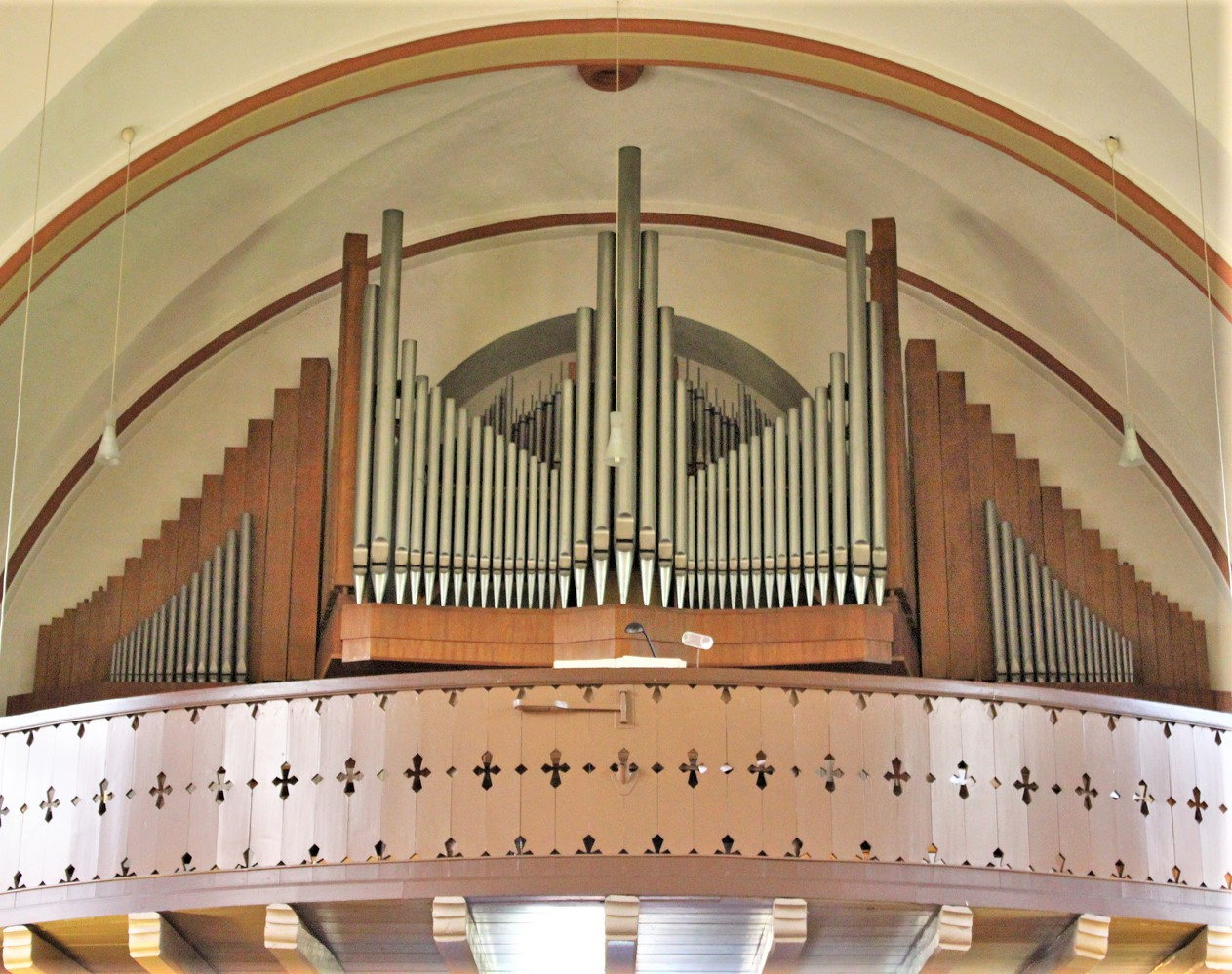
Prospekt der Gerhardt-Orgel

Das Vorgängerinstrument der heutigen Orgel wurde im Jahr 1944 angeschafft. Es handelte sich hierbei um eine im Jahr 1929 erbaute Seifert-Orgel aus der Pfarrkirche St. Josef in Koblenz. Im Jahr 1963 führte Orgelbauer Christian Gerhardt einen vollständigen Um- bzw. Neubau durch.
Das Kegelladen-Instrument verfügt über 14 Register, verteilt auf 2 Manuale und Pedal. Die Spiel- und Registertraktur ist elektropneumatisch. Die Disposition lautet wie folgt:
| I Hauptwerk C–g3 |              |    |
| 1.               | Prinzipal    | 8′ |
| 2.               | Rohrflöte    | 8′ |
| 3.               | Oktave       | 4′ |
| 4.               | Kleingedackt | 4′ |
| 5.               | Salicet      | 2′ |
| 6.               | Mixtur IV    |    |

| II Positiv C–g3 |                |    |
| 7.              | Gedackt        | 8′ |
| 8.              | Nachthorn      | 4′ |
| 9.              | Prinzipal      | 2′ |
| 10.             | Sesquialter II |    |
| 11.             | Cymbel II      |    |
| 12.             | Krummhorn      | 8′ |

| Pedal C–f1 |           |     |
| 13.        | Subbass   | 16′ |
| 14.        | Oktavbass | 8′  |

- Koppeln: II/I, I/P, II/P
- Spielhilfen: 1 freie Kombination, Tutti